# ロイシン
ロイシン (leucine) は、アミノ酸の1種であり、側鎖に イソブチル基を持つため、疎水性アミノ酸に分類される。また、非極性側鎖アミノ酸で分枝鎖アミノ酸に分類される。略号は Leu あるいは L である。白色結晶となることから、ギリシャ語で「白い」を意味する leucos にちなみ命名された。英語式発音を片仮名転記すると「リューシーン」となる。

## 概要
ロイシンはバリンおよびイソロイシンと共に分岐鎖アミノ酸の一つで、体内で筋たんぱく質合成を誘導する役割を持つ、タンパク質構成アミノ酸であるが、ヒトはロイシンを合成できないため、ヒトの必須アミノ酸の1つに数えられる。幼児では生長、成人では窒素平衡に必須である。ただし、遺伝子に異常がある場合、メープルシロップ尿症の原因になるアミノ酸の1つでもある。ケト原性を持つ。タンパク質の生成・分解を調整することによって筋肉の維持に関与する。なお、ロイシンは1つキラル中心を持っており天然型のロイシンは、S体のL-ロイシンであり、ヒトはこれを苦く感ずる。対して、天然にはほとんど見られないR体のD-ロイシンは、ヒトには甘く感じられる。ほぼ、全てのタンパク質に含まれる物質であるが、特にヘモグロビンやカゼインなどに多く含まれている。
ロイシンは1日の必要量が最大であるが、肉や魚、乳製品に多く含まれており、不足することはほとんどない。ヒトはロイシンを摂ることで肝機能向上や肝細胞の増殖および分化の正常化、血糖コントロール、タンパク質生合成の促進、筋タンパク質の維持、筋肉グリコーゲン合成・酵素活性の促進などの効果があるとされている。